# Jean Rhys
Jean Rhys (n. 24 august 1890, Roseau, Saint George Parish⁠(d), Dominica – d. 14 mai 1979, Exeter, Anglia, Regatul Unit), născută ca și Ella Gwendolen Rees Williams, este o scriitoare din Dominica.